# Семонид Аморгский
Семонид Аморгский (др.-греч. Σημωνίδης, VII-VI вв. до н. э.) — древнегреческий поэт, уроженец о. Самос. Второй из трёх основных поэтов раннего периода древнегреческой литературы, писавших ямбом. Архилох, Семонид и Гиппонакт — Семонид был вторым как по дате рождения, так и по степени известности.
Вся доступная о нём информация содержится в двух статьях Суды. Но, несмотря на то, что согласно этим статьям он был современником Архилоха, сейчас учёные считают, что расцвет его творчества пришёлся на более позднее время. И в самом деле, по утверждению из Суды, годом его расцвета является 490-й год с окончания Троянской войны, а значит, это был VII в. до н. э.
Наиболее известен как автор двух стихотворений: «Внимай, дитя…» и «Различно женщин нрав…».